# Maestro della Passione di Darmstadt
Il Maestro della Passione di Darmstadt (fl. XV secolo) è stato un pittore anonimo tedesco attivo alla metà del XV secolo nella regione del medio Reno, molto improbabilmente si tratta di Friedrich Carbon.
L'anonimo pittore tedesco, forse originario del medio Reno, deve il nome a due pannelli con temi tratti dalla Passione: Cristo che porta la croce e Crocifissione, frammenti superstiti di un altare a portelle scolpito verso il 1440 e ora conservati all'Hessisches Landesmuseum di Darmstadt. 
Allo stesso maestro appartiene anche la Crocifissione della parrocchiale di Bad Orb, databile al 1450 circa, probabilmente parte centrale di un altare a portelle i cui pannelli sono conservati a Berlino, con sulla faccia anteriore l'Adorazione dei Magi e il Ritrovamento della croce, mentre sul rovescio a sinistra la Madonna col Bambino e donatore, a destra la Trinità.